# Назаренко Зоя Павлівна
Зоя Павлівна Назаренко (нар. 1925 — ?) — радянська партійна діячка, секретар Одеського обласного комітету КПУ, 1-й секретар Сталінського (Жовтневого) районного комітету КПУ міста Одеси.

## Життєпис
Освіта вища. Член КПРС з 1952 року.
Перебувала на відповідальній партійній роботі.
З 1961 по 1965 рік — 1-й секретар Сталінського (з 1961 року — Жовтневого) районного комітету КПУ міста Одеси.
У 1965 — 10 березня 1972 року — заступник голови виконавчого комітету Одеської обласної ради депутатів трудящих.
15 лютого 1972 — 20 жовтня 1976 року — секретар Одеського обласного комітету КПУ.
Подальша доля невідома.

## Нагороди
- орден «Знак Пошани»
- ордени
- медалі